# Сержант Слоутър
Робърт Римус (роден на 27 август 1948), по-добре познат под сценичното име Сержант Слоутър, е американски полу-пенсиониран професионален кечист, настоящо подписал с WWE в програмата на посланик. От късните 70-те до ранните 90-те, той е участвал в National Wrestling Alliance, American Wrestling Association, и World Wrestling Federation. Сред други титли, Слоутър е бил Световен шампион в тежка категория на WWF веднъж и Шампион в тежка категория на Съединените щати на NWA два пъти. Той оглави КечМания 7 в индивидуален мач срещу Хълк Хоуган.
Като Сержант Слоутър, Римус стана разпознаваем със своите слънчеви очила, широката си шапка, униформа от епохата на Виетнамската война. През 80-те, алтернативна версия на героя на Сержант Слоутар беше включена в Джи Ай Джо: Истинският американски герой серията играчки, както и самите анимационни серии и комикси.
Докато Римус беше роден в Детройт, Мичиган той беше отгледан в Минеаполис, Минесота, където той присъства в гимназията Еден Прейри в Еден Прейри, където той се бори и играеше футбол.

## В кеча
- Финални ходове
  - Atomic Noogie (Търкане с кокалчетата по слепоочието на седнал опонент след snapmare)[1] – 1990
  - Camel clutch[1] – 1990 – 1991
  - Cobra clutch[1]
- Ключови ходове
  - Elbow drop[1]
  - Forearm smash на опонент на въжетата[1]
  - Пържола в гърдите или гърба на опонент в ъгъла[1]
  - Gutbuster[5]
  - Inverted suplex slam[1]
  - Knee drop[1]
  - Странично нападане с коляното на опонента[1]
  - Многократни удари, последвани от завъртащо круше[1]
  - Scoop slam[1]
  - Short-arm clothesline[1]
  - Slaughter Cannon (Lariat, понякога от горното въже)[1]
  - Stomp[1]
  - Texas Piledriver[1]
  - Throat thrust с пръстите[1]
- Мениджъри
  - Лорд Алфред Хейс
  - Боби „Мозъка“ Хийнан
  - Гранд Уизард
  - Генерал Аднан
  - Оливър Хъмпърдинк
- Музика
  - „Hard Corps“ на Джим Джонстън (WWF/E)
  - „Marines Hymn“ (ранна кариера)

## Шампионски титли и отличия
- American Wrestling Association
  - Шампион на Америка на AWA (1 път)[6]
  - Шампион в тежка категория на Британската империя на AWA (1 път)1[7]
- Central States Wrestling
  - Шампион в тежка категория на Централните щати на NWA (3 пъти)[8]
- Maple Leaf Wrestling
  - Канадски шампион в тежка категория на NWA (Версия Торорнто) (1 път)[9]
- Mid-Atlantic Championship Wrestling
  - Шампион в тежка категория на Съединените щати на NWA (2 пъти)[10]
  - Световен отборен шампион на NWA (Средно-атлантическа версия) (1 път) – с Дон Кернодъл[11]
- National Wrestling Federation
  - Американски шампион на NWF (1 път)[12]
- Northeast Championship Wrestling (Tom Janette)
  - Шампион в тежка категория на NCW (1 път)[13]
- NWA Tri-State
  - Отборен шампион на Съединените щати на NWA (Версия на Три-Щат) (1 път) – с Бък Робли
- Pro Wrestling Illustrated
  - Най-вдъхновяващ кечист на годината (1984)[14]
  - Най-мразен кечист на годината (1991)[15]
  - Класиран като #36 от топ 500 индивидуални кечисти в PWI 500 през 1991[16]
  - Класиран като #34 от топ 500 индивидуални кечисти в „PWI Years“ през 2003[17]
  - Класиран като #29 от топ 100 отбора в „PWI Years“ с Дон Кернодъл 2003.[18]
- Залата на славата на професионалния кеч
  - Клас 2016[19]
- World Wrestling Federation/Entertainment
  - Шампион на WWF (1 път)[20]
  - Залата на славата на WWE (Клас 2004)[21]
- Wrestling Observer Newsletter
  - Мач на годианта (1981) срещу Пат Патерсън в Алеен бой на 21 май
  - Най-малко доказал се (1985)
  - Най-лоша вражда на годината (1985) срещу Борис Жуков
  - Най-гадна промоционална тактика (1991) Иракски симпатизант
  - Най-лоша вражда на годината (1991) срещу Хълк Хоуган